# Юденрат
Юденра́т (нім. Judenrat — «єврейська рада») — єврейський адміністративний орган самоврядування, який за ініціативою німецької окупаційної влади в 1939 році створено при Генерал-губернаторстві Польщі (нім. Generalgouvernement für die besetzten polnischen Gebiete) у кожному єврейському гетто, на окупованих нацистами територіях, і пізніше на території СРСР. На території Європи діяв 101 юденрат. Перший юденрат в дистрикті Галичина виник у Тернополі на початку липня 1941 року. Через якийсь час був створений юденрат у Станіславі. У Львові юденрат був створений наприкінці липня 1941 року.

## Історія
У створенні єврейських гетто та рад старійшин (юденратів) на окупованих територіях німецька адміністрація керувалась декількома документами. Одним із перших указів, виданих зразу після початку польської кампанії 1939 року, була секретна депеша командирам айнзатцгруп начальника поліції безпеки Рейнгарда Гейдріха № Р/11-288/39 від 21 вересня 1939 року, в якій, зокрема, говорилось:

| - Перший етап на шляху до кінцевої мети — це, перш за все, концентрація євреїв із сіл і містечок у великих містах. - ... слід заснувати якомога менше пунктів концентрації з тим, щоб полегшити подальші акції. Разом з тим необхідно подбати, щоб ці пункти концентрації були розташовані тільки у залізничних вузлах або, принаймні, поблизу від залізниць. Принципово постановлено, що громади, які складаються менш, ніж з 500 душ, слід перевести в найближчий пункт концентрації. - У кожній єврейській громаді слід створити раду старійшин , що має складатися, по можливості, із шанованих і впливових осіб і рабинів. До її складу повинні входити до 25 осіб чоловічої статі (залежно від величини єврейської громади) . Вона буде нести всю повноту відповідальності за точне виконання в зазначені терміни всіх теперішніх і майбутніх розпоряджень. - Юденрати повинні здійснити якомога повніший перепис єврейського населення за статтю та віковими групами : а) до 16 років, б) від 16 до 20, в) старше 20, а також за професіями . Результати перепису слід представити в найближчий термін. - Слід оголосити радам старійшин дати етапів, тривалість, засоби транспортування і маршрут, крім того, покласти на них особисту відповідальність за виїзд євреїв із сіл і селищ. Приводом для концентрації євреїв у містах буде служити твердження, що вони беруть участь в партизанських діях і грабежах. - Ради старійшин у містах концентрації повинні відповідати за розміщення євреїв, що прибувають із сіл і містечок. У зв'язку з концентрацією євреїв у містах, мабуть, з'явиться необхідність дати вказівку про заборону євреям проживати в деяких кварталах з міркувань загальної безпеки, а такі враховуючи економічну необхідність, про заборону їм залишати територію гетто і виходити на вулиці ввечері після певної години.[1][2]. |
Наступним документом, котрий регулював діяльність єврейських громад, став наказ від 26 жовтня 1939 року, згідно з яким усі євреї-чоловіки у віці від 14 й до 60 років були зобов'язані брати участь у примусових роботах, котрі організовували юденрати.
Після утворення 12 жовтня 1939 року Краківського Генерал-губернаторства його очільник генерал-губернатор Ганс Франк 28 листопада 1939 року видав свій указ стосовно єврейського населення на підлеглих йому територіях, в якому зокрема говорилось:

| - У кожній єврейській громаді буде створено представницький орган. - Цей представницький орган, юденрат, складатиметься з 12 євреїв в громадах понад 10 тис . чоловік. Юденрат обирається членами громади. На місце члена юденрату, що йде з посади, повинен негайно обиратися новий член. - Юденрат обирає голову та заступника. - Після виборів «...» слід повідомити про склад юденрату районному адміністратору (Kreishauptmann) а в містах — міському адміністратору (Stadthauptmann). - Районний (міський) адміністратор вирішує питання про затвердження складу юденрату. Він уповноважений встановити інший склад. - Юденрат отримує через голови або його заступника вказівки німецької влади. Він відповідає за їх повне і точне виконання. Всі євреї і єврейки зобов'язані підкорятися юденратові , що виконує розпорядження німців. |.
20 січня 1940 року було видано розпорядження № А-428, згідно з яким усі євреї чоловічої статі у віці від 14 до 60 років підлягали примусовій праці.
Наприкінці 1940 року на території Краківського Генерал-губернаторства діяло вже приблизно дві сотні гетто й стільки ж єврейських рад з їх управління (юденратів). З початком війни із СРСР німці продовжували утворювати органи керування єврейськими громадами на нових окупованих територіях, користуючись тими ж нормативними документами.
У захоплених районах Західної України, що ввійшли в кордони генерал-губернаторства, юденрати стали створюватись в липні 1941 року.

## Керівництво
Указ Рейнгарда Гейдріха № Р/11-288/39 від 21 вересня 1939 року підпорядковував єврейські ради айнзатцкомандам та поліції безпеки, а указ генерал-губернатора Ганса Франка від 28 листопада 1939 року — районним та міським адміністраторам, тобто цивільній адміністрації генерал-губернаторства. Фактично юденрати виконували розпорядження й одних, і других, а на практиці безпосереднє керівництво діяльністю єврейських рад здійснювали представники німецької поліції та гестапо. Власне саме вони і визначали основні цілі й завдання, котрі юденрати мали виконувати, а саме:
| - Реєстрація та контроль за єврейським населенням, облік всіх євреїв, у першу чергу працездатних, для здійснення примусових робіт. Статистичні відомості потрібні були німцям і для розподілу за картками продуктів харчування, а в період депортації — для організації етапів. - Здійснення примусових робіт, покладених на євреїв. Для цієї мети юденрат проводив перепис усіх працездатних і організовував їх направлення на роботи, зазначені німцями. - Переселення євреїв у гетто, забезпечення ізоляції євреїв від решти населення міста. - Сприяння німецької поліції у проведенні конфіскації єврейського майна, обшуків з метою вилучення укритих цінностей. - Забезпечення всіх євреїв розпізнавальними знаками, нарукавними пов'язками та нашивками з зіркою Сіона (зіркою Давида). - Контроль за тим, щоб не допустити епідемії, яка могла б позначитися і на здоров'ї арійців. - Сприяння у проведенні депортації євреїв у період їх масового знищення.[1][2] |
Крім того, керівництво єврейських рад повинно було вирішувати питання забезпечення існування єврейських громад (розселення людей, котрих переселяли в гетто, організації охорони здоров'я, постачання населення продуктами харчування, виховання та освіти молоді, проведення культурних заходів, поховання померлих), організацію виробництва продукції для потреб німців, збір накладених на членів громади податків, платежів та контрибуцій, збір теплих речей для потреб німецької армії тощо.

## Функції та діяльність юденратів
Спочатку юденрати відповідали за переміщення євреїв з невеликих населених пунктів у місця, де були створені гетто, за розміщення та облаштування в'язнів, а також за збір євреїв у разі їх виведення за межі гетто.
Згодом функції юденратів розширювалися, і вони несли відповідальність за все, що відбувалося всередині гетто, і за реалізацію адміністративних і економічних заходів, спрямованих німцями проти євреїв. Це включало забезпечення господарського життя і порядку, припинення контрабанди, забезпечення продовольством, призначення і розподіл працівників на примусові роботи, збір грошових коштів та контрибуцій, відбір кандидатів для праці у трудових таборах і виконання розпоряджень нацистів. Юденрат контролював також й інші адміністративні структури всередині гетто (там, де вони були) — єврейську поліцію, пожежну частину, охорону здоров'я, соціальні служби, статистичний облік, роботу освітніх структур і синагог.

## Єврейська поліція
Для кращого виконання наказів та дотримання порядку з числа євреїв створено бюрократичний апарат єврейської ради та ортполіцію (нім. Judischer Ordnungsdienst). Єврейські поліцейські сили були підпорядковані Гестапо і юденрату, забезпечували внутрішній правопорядок в єврейських гетто, брали участь в облавах, здійснювали конвоювання при переселенні і депортації євреїв, забезпечували виконання наказів окупаційної влади тощо.
У Варшавському гетто єврейська поліція налічувала близько 2500; у Лодзі до 1200; у Львівському гетто до 500 осіб, у Дрогобицькому гетто — 100—120 осіб.
У Львові єврейська поліція складалася з чотирьох головних відділів і кількох допоміжних підвідділів:
- Служба порядку (нім. Ordnungsdienst);
- Кримінальна поліція (нім. Kriminalpolizei);
- Спеціальний відділ (нім. Spezialabteilung);
- Єврейська жандармерія.

## Структура юденрату
Відповідно до інструкції Гейдріха, якщо чисельність євреїв в даному місці перевищувала 10 000 чоловік, юденрат призначався з 24 членів, якщо менше — з 12 осіб. Керівник юденрату часто називався «юденельтестер» (нім. Judenältester) — єврейський староста.
Бюрократичний апарат юденратів був досить громіздкий та численний, з великою кількістю різних відділів, підвідділів, секцій та чиновників в них. Оскільки багато євреїв гадали, що служба у юденраті може зберегти їм життя, тому штат працівників юденрату при можливості штучно розширювався. До того ж співробітники юденрату та єврейської поліції отримували більшу винагороду і більший пайок, ніж інші в'язні гетто. 
До прикладу, у Львівському гетто при чисельності в місті у 1941 році 150—160 тисяч євреїв нараховувалось близько 4 000 службовців юденрату (4.5 % від усіх мешканців ґетто). На початку Юденрат складався з 10 відділів (секцій). До керівництва входило 6 осіб, згодом число зросло до 12. У липні 1942 року їх було вже 30. Коли виробляли робочі картки, у липні 1942 року, виявилось, що вже є
п'ять тисяч службовців Юденрату.
У Коломийському юденраті в різний час працювало від 300 до 500 осіб, у Дрогобицькому — більше ніж 250 службовців.
Єврейська поліція налічувала спочатку 200, згодом 500, а пізніше навіть до 750 чоловік особового складу. 
Службовці працювали у більш ніж двох десятках відділів, серед яких:
- президія;
- відділ будівництва — займався знесенням та вивозом зруйнованих будинків (також і синагог), власниками яких раніше були євреї;
- відділ єврейської поліції;
- житловий відділ (нім. Wohnungsamt);
- відділ кадрів та організаційний — займався керівництвом управлінським персоналом і нагляд за адміністративним апаратом;
- відділ контролю;
- відділ культури;
- відділ меблів — займався пошуком добротних меблів для німецьких чиновників і співробітників гестапо;
  - підвідділ розподілу меблів (нім. Möbelausteilungen)[11];
- відділ обліку громадян;
- відділ податків та мита;
- відділ постачання (нім. Bezargungs-Amt) — відповідав за виконання наказів, що віддавалися різноманітними німецькими установами;
- відділ праці — був ліквідований, його функції були передані Єврейському бюро праці при міській владі;
- відділ санітарії та охорони здоров'я;
- відділ соціального забезпечення;
- відділ статистики;
- відділ фінансів;
- відділ освіти;
- відділ переселення (нім. Jüdische Umsiedlungsstelle)
- похоронний відділ;
- юридичний відділ — займався правовими питаннями в єврейській громаді;
- економічний відділ — постачання єврейського населення продуктами харчування;
- релігійний відділ — займався релігійнимими питаннями єврейського населення;
- господарський відділ з підвідділами:
  - відділ у справах переселення ремісників і фахових робітників (нім. Umsiedlungsstelle der Jüdische Gemeinde in Lemberg für Handwerker und Facharbeiter)
  - відділ ремесла
  - відділ торгівлі
  - відділ продовольства
  - загальний відділ

Також:
- каса;
- комітет допомоги ув'язненим у таборах примусової праці;
- редакція і адміністрація бюлетеня юденрату;
- соціальна комісія по накопиченню подарунків (нім. Sachleistungskommission) — забирала з домівок заможних євреїв килими, кришталь, сервізи та інші цінні речі, а потім передавала їх німцям як «подарунки»);
- телефонна станція.[12][2]

Юденрати в інших населених пунктах організовувались за подібним зразком із поправкою на кількість юдейського населення в громаді міста чи містечка.

## Оцінка діяльності
Історики суперечливо оцінюють діяльність юденратів та їх роль в Голокості: як співпрацю з нацистами та принизливе пристосуванство, чи як вимушену тактику пасивного опору жорстокому ворогові. До кінця Другої світової війни серед євреїв переважала перша точка зору, але згодом поширилася саме остання, оскільки ідея юденратів «праця заради життя» підтримувалася абсолютною більшістю мешканців гетто майже беззастережно. З цією метою юденрати створювали і щосили підтримували потрібні нацистам виробництва.
Як вважає частина істориків, зокрема дослідник геноциду євреїв у Європі Рауль Гільберг (нім. Raul Hilberg), в усій Генеральній губернії (як на території Польщі, зразу в 1939 році окупованій Третім Рейхом, так і у підрадянській Галичині, окупованій й приєднаній до губернії після початку в 1941 році німецько-радянської війни), юденрати формувались по єдиному зразку за правилами, встановленими німецькими окупаційними властями й діяли у їх інтересах, як складова частина плану з «остаточного вирішення єврейського питання». На його думку:
|  | Юденрати стали важливим знаряддям знищення єврейства, оскільки полегшували тяжке завдання німецької адміністративної системи." «...» "У всій Європі зрадники відкрито солідаризувалися з німцями, а в єврейській громаді члени юденратів вважалися приналежними до єврейського народу, навіть при виконанні смертних наказів німців ... У результаті діяльність юденратів служила німецьким інтересам, оскільки присипляла пильність єврейського народу. |

Негативно оцінює діяльність юденратів і польський історик Чеслав Мадайчик:
|  | єврейські ради складалися в основному з людей похилого віку, схильних до угодовства. Відчуваючи відповідальність за долю своїх одновірців, вони обрали політику «вичікування» і «задобрювання» німців. Діючи такими методами, вони сподівалися уникнути Катастрофи ... |

Навіть дослідники, які вважають діяльність юденратів у цілому позитивною, зокрема Йосеф Телушкін (англ. Joseph Telushkin), вважають, що:
|  | замість того, щоб допомагати євреям, вони часто ставали пособниками нацистів. Коли нацисти, наприклад, вирішували вивезти євреїв, то часто наказували місцевому юденрату привести на наступний ранок певне число євреїв на залізничну станцію. Більшість юденратів виконувало подібні розпорядження і навіть посилало єврейську поліцію, щоб насильно привести тих, хто не побажав з'явитися за повісткою. |

Відомий єврейський філософ 20-го століття Ганна Арендт у своїй книзі «Банальність зла: Ейхман у Єрусалимі» звинуватила юденрати та єврейську поліцію в активному сприянні депортації євреїв до таборів смерті і стверджувала, що за відсутності юденратів загинуло б набагато менше євреїв, оскільки нацисти зіткнулися б зі значними труднощами при створенні списків євреїв та при зборі інформації про їхнє майно.

## Відомі колабораціоністи з числа керівників Юденрату
- Яків Ґенс — керівник юденрату Вільнюського гетто.
- Адам Черняков — керівник юденрату Варшавського гетто.
- Хаїм Румковський — керівник юденрату Лодзького гетто.